# Windows Aero

Windows Aero ermöglicht bei pausierendem Mauszeiger über einem laufenden Programm in der Taskleiste das Anzeigen von Vorschaubildern (Screenshot unter Windows 7)

Windows Aero ist eine grafische Benutzeroberfläche und ein Skin für das Betriebssystem Windows. Windows Aero ist im Lieferumfang der meisten Editionen von Windows Vista und Windows 7 enthalten und standardmäßig aktiviert. Bei Windows Server 2008 wird es ebenfalls mitgeliefert, ist dort aber nicht standardmäßig aktiviert. Das Wort Aero ist ein Backronym von Authentic, Energetic, Reflective, Open und soll daher den entsprechenden Charakter Windows‘ als authentisch, energisch (auch: dynamisch, schwungvoll, vital o. lebhaft), reflexiv und offen i. S. v. übersichtlich, aufgeschlossen oder aufrichtig widerspiegeln.
Windows Aero löst die vorige Benutzeroberfläche Luna ab und zeichnet sich durch halbdurchsichtige Fensterrahmen sowie durch Animationen beispielsweise beim Minimieren der Fenster aus. Aero bietet dem Benutzer frei skalierbare Anwendungsfenster mit Schattenwurf. Mit Hilfe von „Windows Flip 3D“, einem Element von Aero, das mit der Tastenkombination  + Tab aufgerufen wird, können Anwendungsfenster aller geöffneten Anwendungen beim schnellen Wechseln zwischen Programmen angezeigt werden. Die Hardware-beschleunigte Darstellung setzt eine kompatible Grafikkarte sowie kompatible Treiber voraus. Windows Aero unterteilt sich in Aero Basic, welches lediglich Designänderungen gegenüber Windows XP aufweist, und in Aero Glass, in dem die genannten Neuerungen enthalten sind.
In Windows 8.1 ist die Aero-Oberfläche noch enthalten, allerdings ohne Aero Glass. Die Features Aero Shake und Aero Peek sind ebenfalls noch enthalten.

## Voraussetzungen

### Aero Basic
Dieser Modus bietet lediglich das neue Fensterdesign ohne Transparenzeffekt und ist zurzeit in Windows Vista Home Basic, Windows 7 Starter und Windows 7 Home Basic das Standard-Design. In Windows 7 Home Premium, Professional, Enterprise und Ultimate sowie Windows Vista Home Premium, Business, Enterprise und Ultimate ist es zusätzlich als Alternative zu Aero Glass integriert.
Vom Hersteller werden folgende Mindestvoraussetzungen angegeben:
- Windows-XP-Treiber (WDM), (Vista-Grafiktreiber wird empfohlen)
- mindestens 32 MB Grafikkartenspeicher
- Unterstützung einer Farbtiefe von mindestens 32 Bit pro Pixel
- 3D-Hardware-Beschleunigung, die mit DirectX 9 kompatibel ist
- eine Grafikkarte mit Accelerated Graphics Port, PCI oder PCI Express

Aero Basic läuft aber auch auf deutlich weniger leistungsfähigen Computern.

### Aero Glass
Aero Glass arbeitet mit 3D-Grafik, Animationen und visuellen Effekten (zum Beispiel Transparenz). Dafür müssen folgende Voraussetzungen erfüllt sein:
- 1 GHz 32-Bit- oder 64-Bit-Prozessor (IA-32- bzw. x64-basiert)
- 512 MB Arbeitsspeicher
- eine Grafikkarte mit Accelerated Graphics Port oder PCI Express
- DirectX-9.0-Unterstützung, insbesondere Pixel-Shader 2.0
- mindestens 64 MB Grafikkartenspeicher (Bei hohen Auflösungen, ab 1600 × 1200 Pixel, vollen Details und für viele gleichzeitig geöffnete Fenster werden 256 MB empfohlen.)
- einen standardkonformen WDDM-Grafiktreiber (Windows Display Driver Model).

Die Hardware erfüllt die Anforderungen, wenn bei der Bewertung ein Leistungsindex von mindestens 3,0 erreicht wird.
Unterstützte Grafik-Chipsätze:
- AMD: alle ATI-Radeon-Grafikchipsätze ab der X-Serie sowie die Karten der 9000-Serie ab Radeon 9500[4]
- Intel: GMA 950, 965, 3000, X3000, X3100, X3500 und aufwärts.
- Matrox: Ab Chipsatz aus den M-Serie-Grafikkarten.
- Nvidia: alle GeForce-Chipsätze ab der GeForce-FX-Serie. Mainboards mit Nvidia-nForce4-Chipsätzen aufwärts, da hier die integrierte Grafik der Nvidia-GeForce-6-Serie entspricht.
- S3 Graphics: alle Chipsätze der Chrome-Serie
- XGI: alle Chipsätze der Volari-Serie mit Ausnahme des V3 sowie dessen Derivate V3XE und XP5

Mit der Veröffentlichung von Windows 8 wurden die Glass-Effekte weitgehend entfernt, jedoch ist Transparenz noch möglich. Mit Windows 10 wurden optionale Glaseffekte für das Startmenü, die Taskleiste und das Info-Center wieder eingeführt.